# Preci
Preci és una localitat i comune italiana de la província de Perusa, regió d'Ombria, amb 799 habitants.

## Evolució demogràfica
| Gràfica d'evolució de Preci entre 1861 i 2001 |
|                                               |
| Font ISTAT - elaboració gràfica de Wikipedia  |